# Lista de obras de Arthur Conan Doyle
Esta lista demonstra, em ordem cronológica, todas as obras do escritor escocês Arthur Conan Doyle.

## Romances com Sherlock Holmes
| - 1887 - Um Estudo em Vermelho - 1890 - O Signo dos Quatro | - 1902 - O Cão dos Baskervilles - 1915 - O Vale do Terror |

### Contos comSherlock Holmes
| - 1892 - As Aventuras de Sherlock Holmes - 1894 - Memórias de Sherlock Holmes - 1905 - O Retorno de Sherlock Holmes | - 1917 - O Último Adeus de Sherlock Holmes - 1927 - O Arquivo Secreto de Sherlock Holmes - 1928 - Coleção Completa de Histórias de Sherlock Holmes |

## Narrativascom oProfessor Challenger
| - 1912 - O Mundo Perdido - 1913 - O Cinto Venenoso - 1926 - A Terra da Neblina | - 1927 - A Máquina de Desintegração - 1928 - Quando o Mundo Gritou - 1952 - As Histórias do Professor Challenger |

## Peças de teatro
| - 1893 - Jane Annie or the Good Conduct Prize - 1895 - A Question of Diplomacy - 1899 - Brothers - 1903 - A Duet. A Duologue - 1907 - The Story of Waterloo - 1909 - The Fires of Fate | - 1910 - Brigadier Gerard - 1912 - A Pot of Caviar - 1912 - The Dramatic Works of Arthur Conan Doyle - 1912 - The Speckled Band - 1912 - The House of Temperley - 1922 - Sherlock Holmes |

## Ensaios
| - 1902 - The War in South Africa: Its Causes and Conduct - 1907 - The Case of Mr. George Edalji - 1912 - The Case of Oscar Slater - 1914 - In Quest of Truth - 1914 - To Arms! - 1914 - Great Britain and the Next War | - 1915 - The Treatment of our Prisoners - 1920 - Our Reply to the Cleric - 1920 - A Debate with Dr. Joseph McCabe - 1920 - Spiritualism and Rationalism - 1925 - The Early Christian Church and Modern Spiritualism - 1925 - Psychic Experiences |

## Ficção
| - 1879 - The Mistery of Sasassa Valley - 1885 - The Surgeon of Gaster Fell - 1889 - Micah Clarke, His Statement as Made to His Three Grandchildren - 1889 - The Mistery of Cloomber - 1889 - Mysteries and Adventures - 1890 - The Captain of the Polestar and Other Tales - 1890 - The Firm of Girdlestone: A Romance of the Unromantic - 1891 - The White Company - 1892 - The Doings of Raffles Haw - 1892 - The Great Shadow - 1892 - Beyond the City - 1893 - The Gully of Bluemansdyke - 1893 - The Refugees. A Tale of Two Continents - 1894 - An Actor's Duel and the Winning Shot - 1894 - The Parasite - 1894 - Round the Red Lamp: Being Facts and Fancies of a Medical Life - 1895 - The Stark Munro Letters - 1896 - The Exploits of Brigadier Gerard - 1896 - Rodney Stone - 1896 - Uncle Bernac: A Memory of the Empire - 1898 - The Tragedy of Korosko | - 1899 - A Duet, With an Occasional Chorus - 1900 - The Croxley Master - 1900 - The Green Flag and Other Stories of War and Sport - 1901 - Strange Studies from Life - 1903 - The Adventures of Gerard - 1906 - Sir Nigel - 1908 - Round the Fire Stories - 1911 - The Last Galley: Impressions and Tales - 1918 - Danger! and Other Stories - 1922 - Tales of Long Ago - 1922 - Tales of Pirates and Blue Water - 1922 - Tales of Adventure and Medical Life - 1922 - Tales of Terror and Mistery - 1922 - Tales of Twilight and the Unseen - 1922 - Tales of the Ring and Camp/The Croxley Master and Other Tales of the Ring and Camp - 1928 - The Dreamers - 1929 - The Maracot Deep and Other Stories - 1929 - The Conan Doyle Stories - 1931 - The Conan Doyle Historical Romances I - 1932 - The Conan Doyle Historical Romances II - 1934, 47 - The Field Bazaar - 1958 - The Crown Diamond |

## Poesias
| - 1898 - Songs of Action - 1911 - Songs of the Road | - 1919 - The Guards Came Through and Other Poems - 1922 - The Poems of Arthur Conan Doyle. Collected Edition |

## Trabalhos sobre a guerra, o exército e oespiritualismo
| - 1900 - The Great Boer War - 1901 - The Immortal Memory - 1905 - The Fiscal Question - 1906 - An Incursion into Diplomacy - 1907 - Through the Magic Door - 1909 - The Crime of the Congo - 1909 - Divorce Law Reform: An Esaay - 1911 - Why He is Now in Favor of Home Rule - 1914 - The German War - 1914 - Civilian National Reserve - 1914 - The World War Conspiracy - 1914 - The German War - 1915 - Western Wanderings - 1915 - The Look on the War - 1916 - An Appreciation of Sir John French - 1916 - A Visit to Three Fronts - 1916 - The British Campaign in France and Flanders - 1917 - Supremacy of the British Soldier - 1918 - Life After Death - 1918 - The New Revelation: or, What is Spiritualism? | - 1919 - The Vital Message - 1922 - Spiritualism - Some Straight Questions and Direct Answers - 1921 - The Wanderings of a Spiritualist - 1922 - The Case of Spirit Photography - 1922 - The Coming of the Fairies - 1923 - Our American Adventure - 1923 - Three of Them. A Reminiscence - 1924 - Memoirs and Adventures - 1924 - Our Second American Adventure - 1924 - The Spiritualists Reader - 1924 - Leon Denis: The Mystery of Joan of Arc - 1926 - The History of Spiritualism 2 vol. - 1927 - Pheneas Speaks. Direct Spirit Communications - 1928 - A World of Warning - 1928 - What does Spiritualism Actually Teach and Stand for? - 1929 - An Open Letter to those of my Generation - 1929 - Our African Winter - 1929 - The Roaman Catholic Church. A Rejoinder - 1930 - A Form Letter - 1930 - A Second Form Letter - 1930 - The Edge of the Unknown |